# Gianfranco De Laurentiis
Gianfranco De Laurentiis (Roma, 13 gennaio 1939 – Roma, 14 ottobre 2020) è stato un giornalista e conduttore televisivo italiano.

## Biografia

De Laurentiis (a destra) nel 1977 con il collega Giorgio Martino

Nasce a Roma nel 1939; una volta diventato giornalista professionista, collaborò per qualche tempo con il Corriere della Sera, occupandosi di spettacolo e costume per il settimanale Tribuna Illustrata. Nel 1972 viene assunto dalla RAI e si rivelò subito portato alle telecronache e più precisamente allo sport. Nel 1976 entra nella redazione del neonato TG2.
A partire dal 1977 fino al 1994, conduce Eurogol, la rubrica del TG2 sul panorama delle coppe europee di calcio, insieme al collega Giorgio Martino.

De Laurentiis con Antonella Clerici

Nel 1985 ha fatto una breve apparizione nel film Mezzo destro mezzo sinistro - 2 calciatori senza pallone, interpretando sé stesso.
Dal 1987 al 1996 conduce Domenica Sprint assieme ad altri colleghi che nel corso dei nove anni gli ruotano attorno, tra cui una Antonella Clerici praticamente agli esordi televisivi. Nella stagione 1993-1994 è il direttore della TGS, la testata sportiva della Rai, che dal 1997 diventerà Rai Sport e nella stagione sportiva successiva (1994-1995) conduce La Domenica sportiva, affiancato da Alessandra Casella.
Dal 1997 al 2002, una del 2003 e l'intera edizione del 2004 conduce Pole Position, programma che va in onda subito prima e subito dopo ogni Gran Premio di Formula 1. Presenta numerose edizioni di Dribbling, storico rotocalco sportivo sempre di Rai 2, fino a diventarne il volto per antonomasia; in tale contesto è al timone anche di Dribbling Speciale Europei in occasione degli Europei di calcio del 2000.
Lavora inoltre per Rai International, dove dal 1997 al 2003 condusse, assieme a Ilaria D'Amico, la trasmissione sportiva La giostra del gol. Fra gli altri programmi televisivi di cui è stato "frontman" si possono ricordare Gol-flash, Diretta sport, Numero 10, con Michel Platini, e Stadio Sprint.
Muore a Roma all'età di 81 anni il 14 ottobre 2020, lasciando la moglie Mirella e i due figli Roberto e Paolo.

## Televisione
- Eurogol (Rete 2, 1977-1982; Rai 2, 1983-1994)
- Domenica Sprint (Rai 2, 1987-1996)
- La Domenica Sportiva (Rai Sport, 1994-1995)
- Pole Position (Rai 1, 1997-2002)
- La giostra del gol (Rai International, 1997-2003)
- Dribbling